# Saint-Antonin-de-Sommaire
Saint-Antonin-de-Sommaire è un comune francese di 173 abitanti situato nel dipartimento dell'Eure nella regione della Normandia.

## Società

### Evoluzione demografica
Abitanti censiti